# Nea Genea
Nea Genea (gr. Νέα Γενεά) – grecki niszczyciel niemieckiego typu V 1, służący w greckiej marynarce wojennej w latach 1912-1919.
Okręt był jednym z sześciu okrętów typu V 1 (typu 1911) zamówionych przez niemiecką marynarkę wojenną. Został zwodowany 29 lutego 1912 roku w stoczni AG Vulcan Stettin w Szczecinie i miał wejść w skład marynarki niemieckiej pod oznaczeniem V 6. Jednakże, przed wejściem do służby został w lipcu 1912 sprzedany Grecji, przed wybuchem I wojny bałkańskiej, wraz z bliźniaczym niszczycielem "Keravnos". Otrzymał nazwę "Nea Genea" (z gr. Nowa Generacja). Nosił znak burtowy ΝΓ.
"Nea Genea" osiągnął gotowość bojową w listopadzie 1912. Był używany bojowo podczas I wojny bałkańskiej, m.in. 9 grudnia 1912 zatrzymał i zdobył brytyjski parowiec, transportujący prawie 2000 żołnierzy tureckich na Chios, a 14 grudnia wziął udział w potyczce z okrętami tureckimi pod Dardanelami. Brał też udział w dalszych działaniach.
Podczas I wojny światowej, z obawy przed przystąpieniem neutralnej Grecji do wojny po stronie państw centralnych, okręt został razem z całą flotą grecką przejęty w grudniu 1916 przez marynarkę francuską, która użytkowała go w latach 1917–1918 na Morzu Śródziemnym. W ostatnich miesiącach wojny wraz wejściem Grecji w skład ententy okręt został zwrócony pod grecką banderę i wykonywał zadania patrolowe na Morzu Egejskim.
"Nea Genea" został wycofany ze służby pod koniec 1919 roku, a następnie w 1921 roku sprzedany na złom. Według niektórych źródeł, rozebrany został w 1927.